# Kirchenbezirk Karlsruhe
Der Kirchenbezirk Karlsruhe (auch Kirchenbezirk Karlsruhe-Stadt, Stadtkirchenbezirk Karlsruhe, Kirchenbezirk Karlsruhe und Durlach; laut eigener Website Evangelische Kirche in Karlsruhe) ist einer von 24 Kirchenbezirken bzw. Dekanaten der Evangelischen Landeskirche in Baden. Er gehört zum Kirchenkreis Nordbaden. Dem Kirchenbezirk gehören (Stand April 2024) 22 Kirchengemeinden an.

## Geographie
Der Kirchenbezirk umfasst das Gebiet der kreisfreien Stadt Karlsruhe (ohne den Stadtteil Neureut, der zum Kirchenbezirk Karlsruhe-Land gehört). Er grenzt im Westen an die Evangelische Kirche der Pfalz und ist ansonsten vom Kirchenbezirk Karlsruhe-Land umgeben.

## Geschichte
Die Markgrafschaft Baden-Durlach war seit der Einführung der Reformation im Jahr 1556 evangelisch geprägt. Das galt auch für die alte Residenzstadt Durlach, die 1715 neu gegründete Residenzstadt Karlsruhe und das umliegende Gebiet. Im Rahmen der Neugliederung des evangelischen Kirchenwesens im Großherzogtum Baden wurden 1810 als zwei von zunächst 35 Dekanaten die Dekanate Stadt Karlsruhe und Durlach gegründet. Beide Kirchenbezirke umfassten ursprünglich auch Gemeinden, die heute zu den Kirchenbezirken Karlsruhe-Land, Bretten-Bruchsal und Baden-Baden und Rastatt gehören. 1975 wurde der Kirchenbezirk Durlach aufgelöst; die Gemeinden aus dem Stadtgebiet von Karlsruhe kamen zum Kirchenbezirk Karlsruhe-Stadt, die außerhalb des Stadtgebiets zu den Kirchenbezirken Karlsruhe-Land und Alb-Pfinz.

## Kirchengemeinden
Der Kirchenbezirk gliedert sich in die folgenden  Kirchengemeinden: 
- Region Mitte
  - Alt- und Mittelstadtgemeinde (Innenstadt-Ost, Innenstadt-West)
    - Stadtkirche, Kleine Kirche

  - Gemeinde an der Christuskirche (Weststadt, Nordstadt)
    - Christuskirche

  - Johannis-Paulus-Gemeinde (Südstadt)
    - Johanniskirche
- Region Nordost
  - Luthergemeinde (Oststadt)
    - Lutherkirche

  - Emmausgemeinde (Waldstadt)
    - Emmauskirche

  - Laurentiusgemeinde (Hagsfeld)
    - Laurentiuskirche

  - Zum Guten Hirten (Rintheim)
    - Kirche Zum Guten Hirten (Rintheim)
- Region Ost
  - Stadtkirchen-Gemeinde Durlach
    - Stadtkirche Durlach

  - Luther-Melanchthon-Gemeinde 
    - Luther-Melanchthon-Gemeindezentrum Durlach-Aue

  - Trinitatisgemeinde Aue
    - Trinitatiskirche (Aue)

  - Grötzingen
    - Stadtkirche (Grötzingen)

  - Bergdörfer (Grünwettersbach, Hohenwettersbach, Palmbach, Stupferich und Wolfartsweier)
    - St. Lucia (Grünwettersbach), Evangelische Kirche Hohenwettersbach, Waldenserkirche (Palmbach), Jakobskirche (Wolfartsweier)
- Region Süd
  - Rüppurr
    - Auferstehungskirche (Rüppurr)

  - Friedensgemeinde (Weiherfeld)
    - Friedenskirche (Karlsruhe-Weiherfeld)

  - Südkreuzgemeinde (Südweststadt, Beiertheim-Bulach)
    - Matthäuskirche, Stephanienbad

  - Versöhnungsgemeinde (Oberreut)
    - Ökumenisches Gemeindezentrum Oberreut
- Region West 
  - Markusgemeinde (Weststadt)
    - Markuskirche

  - Lukasgemeinde
  - Karl-Friedrich-Gemeinde (Mühlburg)
    - Karl-Friedrich-Gedächtniskirche

  - Petrus-Jakobus-Gemeinde (Nordweststadt)
    - Petrus-Jakobus-Kirche

  - Knielingen
    - Knielinger Kirche

  - Hoffnungsgemeinde (Daxlanden, Grünwinkel)
    - Philippuskirche (Karlsruhe), Thomaskirche (Karlsruhe)

## Einrichtungen
Der Kirchenbezirk unterstützt die Gemeinden und macht übergemeindliche Angebote. Dazu unterhält er unter anderem:
- ein Jugendwerk zur Heranbildung von Jugendleitern, Fortbildung für die Mitarbeiter, Freizeiten für Kinder und Jugendliche (gemeinsam mit dem Kirchenbezirk Badischer Enzkreis),
- ein Bezirkskantorat, das die Kirchenmusik und musikalischen Veranstaltungen in den Gemeinden fördert, Orgel- und Kantorenausbildung anbietet
- eine Erwachsenenbildung
- ein Schuldekanat
- ein Diakonisches Werk

## Ökumene
Der Kirchenbezirk ist Mitglied in der Arbeitsgemeinschaft Christlicher Kirchen Karlsruhe und arbeitet insbesondere mit dem Dekanat Karlsruhe des römisch-katholischen Erzbistums Freiburg zusammen. 